# 漳南战役
漳南战役是中国抗日战争中，八路军和皇協军之间的一场戰鬥。
1938年8月下旬，八路军为牵制皇協军向潼关、洛阳的进攻，发起戰鬥，缴获各种枪械三千二百餘支。